# 三角城种羊场
三角城种羊场，是中华人民共和国青海省海北藏族自治州刚察县下辖的一个乡镇级行政单位。

## 行政区划
三角城种羊场下辖以下地区：
场部、一大队、二大队、三大队和工付队。